# رونالدو فييرا
رونالدو فييرا هو لاعب كرة قدم برازيلي في مركز الوسط، ولد في 10 أغسطس 1990 في بيلو هوريزونتي في البرازيل. لعب مع ليدز يونايتد.